# Charles Caudron de Coquereaumont
Charles Caudron de Coquereaumont, appelé simplement Charles de Coquereaumont, né le 16 juin 1907 à San José de Mayo (Uruguay) et mort le 19 juin 1991 à Briare, est un dirigeant sportif français de canoë-kayak.
Il est le président de la Fédération française de canoë-kayak de 1947 à 1964 et de la Fédération internationale de canoë de 1960 à 1980. Il fait partie de la promotion 2007 des Gloires du sport.